# Juan Dela Cruz Band
De Juan Dela Cruz Band was een Filipijnse rockband in de jaren 70 en een van de eerste rock-'n-roll bands in het land. Met de nieuwe bezetting van de band, met Wally Gonzalez, Mike Hanopol en Pepe Smith, was de band in 1973 de grondlegger van de zogenaamde pinoy rock, een mengeling van de specifieke rock sound met Filipijnse teksten.
De band bestond oorspronkelijk uit zes leden: Wally Gonzales (gitaar en zang), Rene Segueco (orgel en zang), Clifford Ho (basgitaar en zang), Romy Santos (blaasinstrument), Bobot Guerrero (drum), and Sandy Tagarro (leadzanger). Sandy Tagarro verliet de band voordat "Up in Arms", het eerste album werd uitgebracht. Hun eerste album was commercieel gezien geen succes. In 1973 veranderde de bezetting en bestond de band uit Wally Gonzalez, Mike Hanopol en Pepe Smith. In deze bezetting groeide de band uit tot een van de meest legendarische Filipijnse rockbands.

## Discografie

### Albums
- Up in Arms (1971)
- Himig Natin (1973)
- Maskara (1974)
- Super Session (1975)
- The Super Hits Of The Juan Dela Cruz Band / Live And In Concert (ca. 1977)
- The Best Of Juan Dela Cruz Band (1980)
- Kahit Anong Mangyari (1981)
- The Best Of Pinoy Rock (1983)
- The Best Of Pinoy Rock Vols. 1 &2 (Collectors' Edition) (1985)